# ʿAyn
ʿAyn (ع) – osiemnasta litera alfabetu arabskiego. Używana jest do oznaczenia dźwięku [ʕ], tj. spółgłoski szczelinowej gardłowej dźwięcznej. Pochodzi od fenickiej litery ajin.
W języku polskim litera ʿayn jest transkrybowana za pomocą apostrofu ’.
W arabskim systemie liczbowym literze ʿayn odpowiada liczba 70.

## Postacie litery
| Postać: | izolowana | końcowa | środkowa | początkowa |
| ------- | --------- | ------- | -------- | ---------- |
| Wygląd: | ع‬         | ـع‬      | ـعـ‬      | عـ‬         |

## Kodowanie
| Znak                   | ع                 | ع                 |
| ---------------------- | ----------------- | ----------------- |
| Nazwa w Unikodzie      | Arabic Letter Ain | Arabic Letter Ain |
| Kodowanie              | dziesiątkowo      | szesnastkowo      |
| Unicode                | 1593              | U+0639            |
| UTF-8                  | 216 185           | d8 b9             |
| Odwołania znakowe SGML | &#1593;           | &#x0639;          |